# Луйя (приток Оби)
Луйя (устар. Луй-Я) — река в Ханты-Мансийском АО России. Устье реки находится в 766 км от устья по правому берегу реки Обь. Длина реки составляет 7 км. Образуется слиянием рек Мань-Луйя и Яныг-Луйя.

## Данные водного реестра
По данным государственного водного реестра России относится к Нижнеобскому бассейновому округу, водохозяйственный участок реки — Обь от впадения Иртыша до впадения реки Северная Сосьва, речной подбассейн реки — бассейны притока Оби от Иртыша до впадения Северной Сосьвы. Речной бассейн реки — (Нижняя) Обь от впадения Иртыша.
Код объекта в государственном водном реестре — 15020100112115300020098.